# Résolution 827 du Conseil de sécurité des Nations unies
Membres permanents
- Chine
- États-Unis
- France
- Royaume-Uni
- Russie

Membres non permanents
- Brésil
- Cap-Vert
- Djibouti
- Espagne
- Hongrie
- Japon
- [[Fichier:|20x18px|border|Drapeau du Maroc|class=noviewer]] Maroc
- Nouvelle-Zélande
- Pakistan
- Venezuela

Résolution no 826 Résolution no 828
La résolution 827 du Conseil de sécurité des Nations unies, adoptée à l'unanimité le 25 mai 1993, après avoir réaffirmé la résolution 713 (1991) et toutes les résolutions postérieures sur l'ex-Yougoslavie, approuve le rapport S/25704 du Secrétaire général Boutros Boutros-Ghali avec les statuts du Tribunal international en annexe. Cette résolution crée le Tribunal pénal international pour l'ex-Yougoslavie (TPIY).
Toujours alarmée par les violations du droit international humanitaire en ex-Yougoslavie et en particulier en Bosnie-Herzégovine, notamment les massacres, la détention systématique et le viol des femmes et le nettoyage ethnique, la résolution a déterminé que la situation continue de menacer la paix et la sécurité internationale. Elle annonce son intention de mettre fin à de tels crimes et de rendre justice aux victimes. Le Conseil décide de la création d’un tribunal destiné à poursuivre les personnes responsables de ces violations, réaffirmant ainsi sa décision prise dans la résolution 808 (1993).